# Riu Myjava
El Myjava és un afluent del Morava, neix a Nová Lhota, Moràvia, i recorre la part occidental d'Eslovàquia i una petita part de la República Txeca.
Neix a la zona dels Carpats Blancs i travessa la frontera direcció sud entre la República Txeca i Eslovàquia abans d'arribar al municipi de Myjava (Eslovàquia), on es troben els turons de Myjava.
Al llarg del seu recorregut travessa les viles de Prietrž, Záhorie, Jablonica, Senica i Kúty.